# BIG-register
Het BIG-register is een Nederlands openbaar en online toegankelijk register waarin is vastgelegd welke personen gerechtigd zijn om een beschermde (para)medische beroepstitel te voeren en de bijbehorende voorbehouden handelingen te verrichten.
Het register is opgericht op grond van de in 1997 in werking getreden Wet op de beroepen in de individuele gezondheidszorg (Wet BIG). Op 1 augustus 2025 stonden hierin in totaal 395.891 zorgverleners geregistreerd.
In België wordt een vergelijkbaar register bijgehouden door het Rijksinstituut voor Ziekte- en Invaliditeitsverzekering (RIZIV).

## Beschermde titels in de wet
In het BIG-register zijn de titels apotheker, arts, fysiotherapeut, geregistreerd-mondhygiënist, gezondheidszorgpsycholoog, klinisch technoloog, orthopedagoog-generalist, physician assistant, psychotherapeut, tandarts, verloskundige en verpleegkundige opgenomen: alleen wie in het register is ingeschreven, is door de wet bevoegd deze beschermde titel te voeren. Daarnaast worden beroepen soms tijdelijk in het BIG-register opgenomen: de deskundigheid van de geregistreerde beroepsbeoefenaren is hiermee voor iedereen herkenbaar. In het register zijn personen opgenomen die een relevante door de overheid erkende beroepsopleiding gevolgd hebben, die aantoonbaar voldoende uren in het betreffende vak hebben gewerkt en die de verplichte bijscholingen hebben gevolgd.

## Verplichte herregistratie
Zorgverleners in het BIG-register moeten periodiek (meestal elke 5 jaar) aantonen dat ze voldoen aan de eisen die gelden voor hun basisberoep. De criteria voor de herregistratie, zowel in opleiding en bijscholing als in de kwantitatieve norm, verschillen per beroepsgroep. 
Door deze periodieke herregistratie wordt de bevoegdheid gewaarborgd: zo blijft het register actueel. Zorgverleners met een registratie in een wettelijk erkend specialistenregister hoeven zich niet te herregistreren in het BIG-register. De reden hiervoor is dat de eisen die gesteld worden aan registratie in het specialistenregister hoger zijn dan registratie voor het basisberoep.

## BIG-inschrijfnummer
Het BIG-inschrijfnummer dat aan iemand wordt toegekend, is een persoonlijk nummer van 9, 10 of 11 cijfers. Het laatste cijfer is gerelateerd aan het beroep. Het BIG-nummer is een uniek gegeven waarmee eenvoudig gecontroleerd kan worden of een zorgverlener ook daadwerkelijk bevoegd is om zijn beroep uit te oefenen. Om deze reden is het per 1 april 2019 voor BIG-geregistreerde zorgverleners verplicht hun BIG-nummer bekend te maken op plekken waar ook hun naam en beroep bekend worden gemaakt. Denk daarbij bijvoorbeeld aan websites, brieven, facturen, e-mailondertekening en bordjes in wachtkamers. BIG-geregistreerde zorgverleners die zich voor 1 april 2019 niet actief naar buiten presenteerden op dit soort plekken, zijn niet verplicht dit vanaf 1 april 2019 wel te doen.
Een aantal paramedische beroepen valt onder artikel 34 van de wet BIG. Deze beroepen zijn privaatrechtelijk geregistreerd door de Stichting KwaliteitsRegister Paramedische Beroepen.
Beoefenaars van alternatieve geneeswijzen worden uitsluitend in het BIG-register geregistreerd wanneer zij tevens een van bovengenoemde beroepen uitoefenen.